# Kerim Kerimov
Kerim Kerimov (en azéri : Kərim Abbasəli oğlu Kərimov ; né le 14 novembre 1917 à Bakou et mort le 29 mars 2003 à Moscou) est un ingénieur scientifique soviétique, lieutenant général d'artillerie, président de la Commission d'État pour les essais en vol des vaisseaux spatiaux (1966–1991).

## Études
En 1936-1939, il étudie à l'Institut industriel Novotcherkassk. En 1942 il est diplômé de l’Université d'État du pétrole et de l'industrie d'Azerbaïdjan et de l'Académie d'artillerie du nom de F. E. Dzerjinsky en 1943.

## Carrière
En septembre 1960, Kerim Kerimov est nommé chef de la Direction principale des armes antimissiles (GURVO) et, en 1964, il dirige la nouvelle Direction centrale des installations spatiales (TSUKOS) des Forces de missiles stratégiques. Pour l'introduction du complexe de photo-reconnaissance par satellite Zenit, il a reçu le Prix Lénine. Depuis 1965, il dirigeait la direction principale de l'espace au ministère de l'ingénierie mécanique générale de l'URSS, qui était engagée dans la création de fusées et de technologies spatiales. En 1966, alors qu'il occupe ce poste, il devient président de la Commission d'État sur les vols habités et la dirigea pendant 25 ans. La commission était engagée dans l'acceptation par l'État de tous les engins spatiaux habités.
Il a été nommé président des commissions d'État pour les essais en vol des systèmes: Molniya-1, communications Meteor-1 et un satellite orienté pour détecter la Terre.
En octobre 1967, il a reçu le grade militaire de lieutenant général pour l'amarrage réussi en orbite entre deux engins spatiaux sans pilote (Kosmos-186 et Kosmos-188).
En 1974, tout en restant président de la Commission d'État, il est muté au poste de premier directeur adjoint de l’Institut central de recherche en génie mécanique. À ce poste, il a supervisé les travaux liés au lancement et à l'exploitation de la station orbitale Mir.
En 1975, il a supervisé la préparation du vol conjoint soviéto-américain Soyuz - Apollo.
Depuis 1967 il a personnellement envoyé tous les équipages de vaisseaux spatiaux dans l'espace en tant que président de la commission d'État.

## Retraite
En 1991, à l'âge de 74 ans, K.Kerimov prend sa retraite, mais continue à travailler comme consultant.
En 1995 il écrit un livre sur l'histoire du programme spatial soviétique. Il est l'auteur du livre autobiographique La route vers l’espace. Il est élu membre honoraire de l'Académie nationale des sciences d'Azerbaïdjan. 
K. Kerimov est l'un des fondateurs du programme spatial soviétique, qui a apporté une contribution significative à l'exploration spatiale. Pendant de nombreuses années, il restait l'une des figures centrales de l’astronautique soviétique.

## Mémoire
L'école n ° 157 porte son nom - maintenant le gymnase n ° 1583 porte son nom. K. A. Kerimova avec le département préscolaire de la ville de Moscou.
En 2007, un timbre-poste de l'Azerbaïdjan dédié à Kerimov a été émis.
En route vers l'espace : vers le 100e anniversaire du général Kerim Kerimov
La station orbitale du jeu vidéo Elite Dangerous porte son nom.

## Récompenses
Héro du travail socialiste (1987) - pour la création de la station orbitale multi-module Mir et la fourniture de vols vers cette station
Ordre du mérite pour la patrie, degré IV (2001) - pour sa grande contribution personnelle à la formation et au développement de l'astronautique russe et de la science des fusées
Ordre de la Gloire (1994, Azerbaïdjan) - pour de grands mérites dans le domaine des activités scientifiques et militaro-patriotiques
Deux ordres de Lénine: (1961 - pour sa participation à la préparation du premier vol habité dans l'espace; 1987)
Deux Ordre du Drapeau rouge du Travail
Ordre de l'étoile rouge (1945)
Prix Lénine (1966) - pour l'introduction du complexe de photo-reconnaissance par satellite Zenit
Prix Staline du troisième degré (1950) - pour le développement de nouveaux équipements radio (l'introduction du système de mesure radio Don)
Prix d'État de l'URSS (1979) pour la mise en œuvre réussie de vols vers des stations orbitales habitées
Médaille Pour le mérite militaire
Médaille Pour la victoire sur l'Allemagne dans la Grande Guerre patriotique de 1941-1945